# Lourdinha Bittencourt
Lourdinha Bittencourt (nhũ danh: Maria de Lourdes Bittencourt; sinh ngày 30 tháng 10 năm 1923 – mất ngày 19 tháng 8 năm 1979) là nữ diễn viên và ca sĩ người Brasil. Bà từng tham gia nhóm nhạc Trio de Ouro trong khoảng thời gian từ năm 1952 đến năm 1957, thay thế vị trí hát chính của ca sĩ Dalva de Oliveira. Bà cũng xuất hiện trong các bộ phim truyền hình telenovela như: Rosa Rebelde (1969), Véu de Noiva (1969), Irmãos Coragem, (1970), Selva de Pedra (1972), Fogo Sobre Terra (1974). Về lĩnh vực điện ảnh, bà từng tham gia trong các phim: Poeira de Estrelas (1948), É Proibido Sonhar (1944) và Obrigado, Doutor (1948). Năm 1979, Lourdinha bị đột quỵ và qua đời.

## Sự nghiệp

### Diễn viên
Lourdinha bị bỏ rơi ngay khi còn sơ sinh tại trại cô nhi Asilo Melo Matos. Sau đó, bà được một nữ giáo viên dạy đàn piano tên là Maria Bittencourt nhận nuôi. Từ khi còn nhỏ, bà đã bộc lộ năng khiếu về âm nhạc và vũ đạo. Được mẹ khuyến khích, bà bắt đầu tham gia các khóa học để phát triển năng khiếu nghệ thuật. Bà bắt đầu hoạt động nghệ thuật tại Cassino da Urca khi còn nhỏ. Vào năm 1935, bà xuất hiện trong phim điện ảnh mang tên Noites Cariocas, và một vài phim khác trong những năm tiếp theo. Lourdinha Bittencourt đã góp mặt trong các phim Maria Bonita và Cidade Mulher vào năm 1936. Bà cũng có các vai diễn trong É Proibido Sonhar (1943), Moleque Tião (1943), Asas do Brasil (1947), Obrigada Doutor, and Poeira de Estrelas (1948), O Homem Que Passa và Não Me Digas Adeus (1949).